# Streumunition

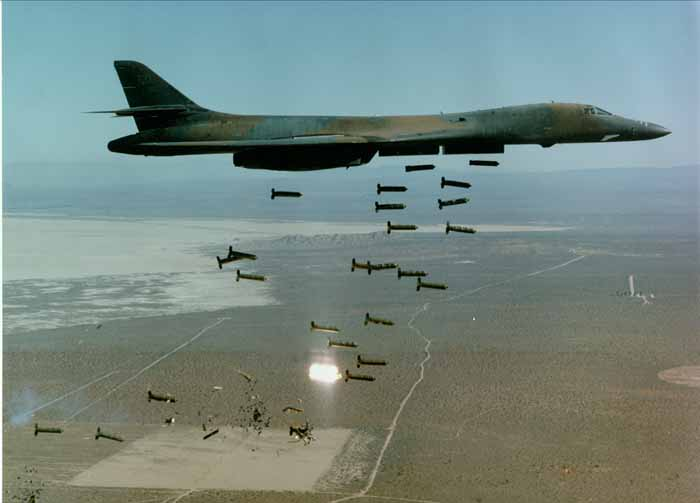
Ein US-amerikanischer B-1-Bomber wirft Cluster-Bomben ab

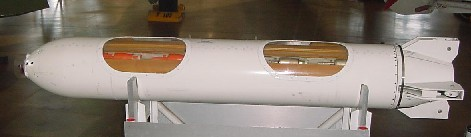
Marquardt CBU Mark 20 Rockeye II

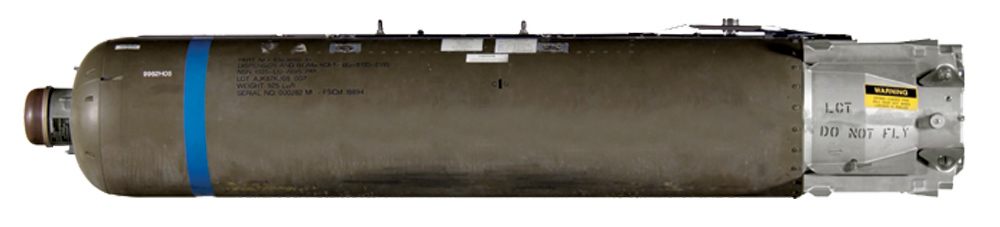
„CBU-87 Combined Effects Munition“ wurde im Zweiten Golfkrieg und bei NATO-Angriffen gegen Jugoslawien eingesetzt

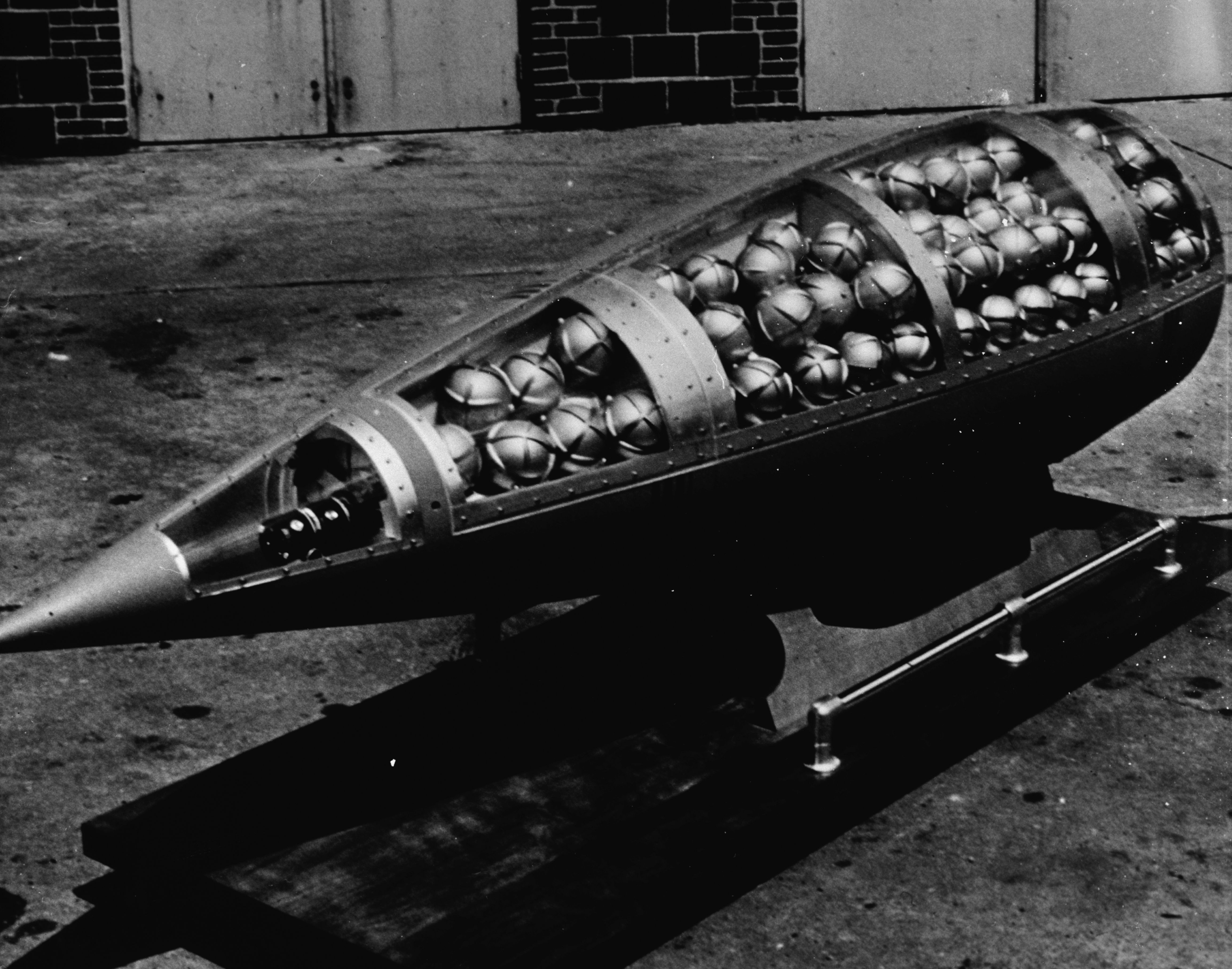
Streubomben im Sprengkopf einer Kurzstreckenrakete vom Typ M190 Honest John, 1959

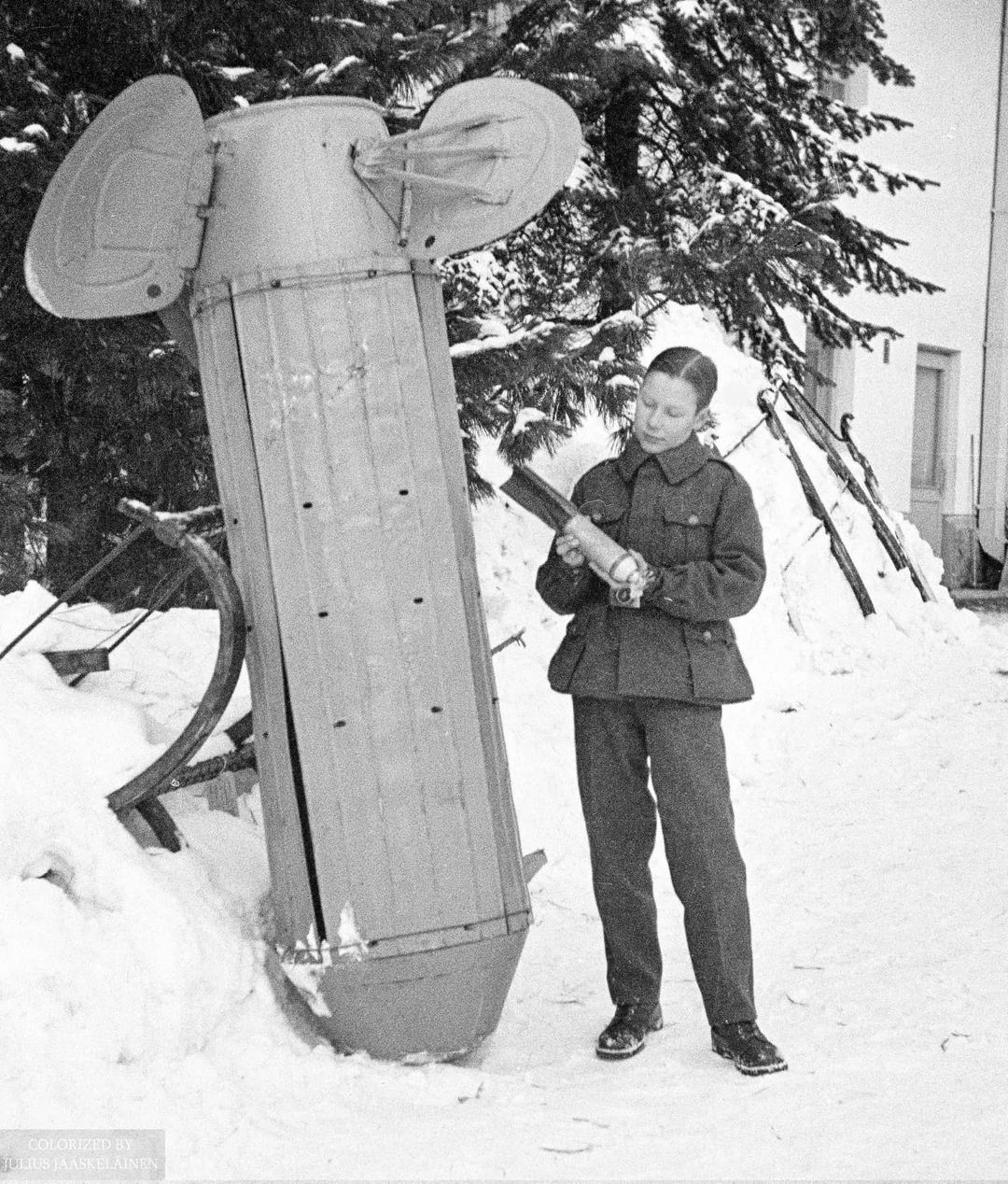
Molotows Brotkorb war die finnische Bezeichnung für eine frühe sowjetische Streubombe, die im Winterkrieg 1940 zum Einsatz gelangte.

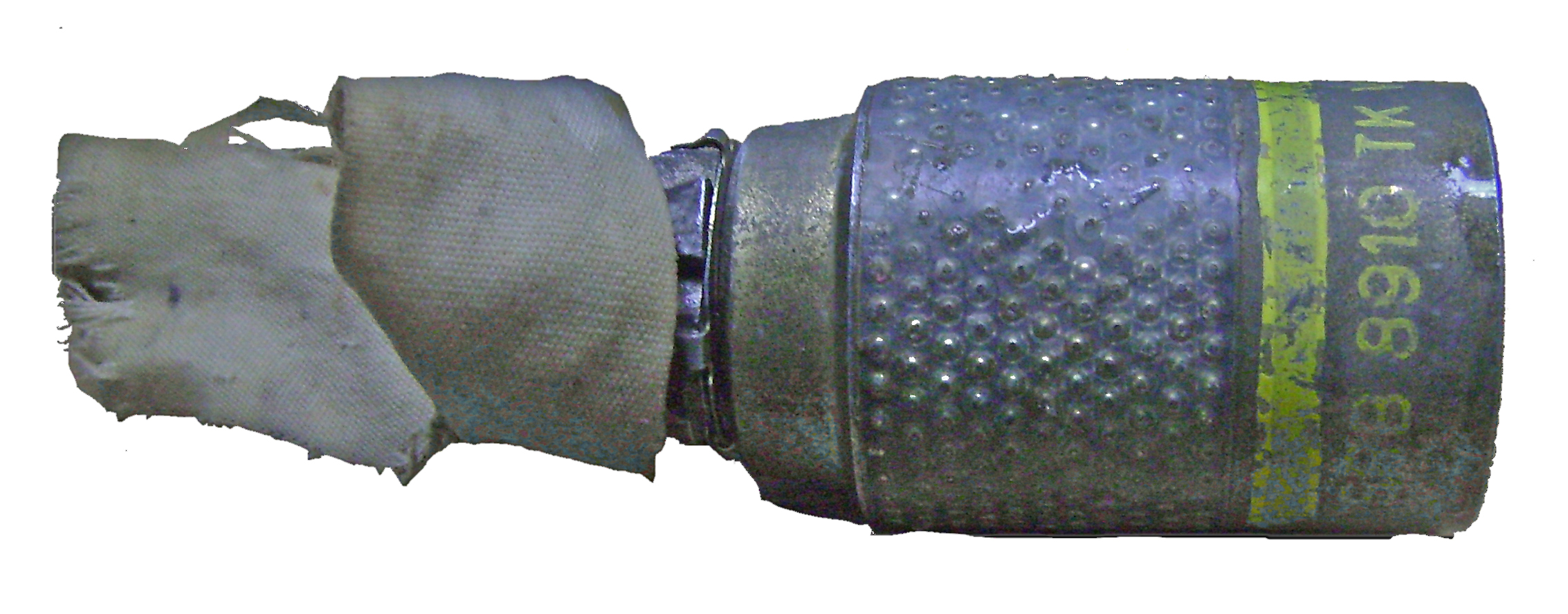
Die jugoslawische KB-1 ist Submunition von insgesamt 288 Bomblets des M-87 Orkan Mehrfachraketenwerfers, der im Jugoslawien- und Zweiten Golfkrieg verwendet wurde

Streumunition (auch Clustermunition, Bombletmunition) bezeichnet eine konventionelle Munition (Kassettenbomben oder Schüttbomben), die dazu bestimmt ist, explosive Submunitionen (Bomblets) zu verstreuen oder freizugeben, und schließt diese explosiven Submunitionen ein. Waffensysteme nach diesem Konzept werden in Form von Fliegerbomben (Streubombe), Artillerie-Geschossen (auch als Cargomunition bezeichnet) oder als Sprengköpfe für Marschflugkörper eingesetzt. Es existieren diverse Arten von Bomblets, sowohl mit Explosions-, Brand-, Splitter- und/oder panzerbrechender Wirkung als auch spezielle Varianten, zum Beispiel Landminen.
111 Staaten haben sich im Übereinkommen über Streumunition dazu verpflichtet, Streubomben nicht einzusetzen, herzustellen oder zu lagern. Aufgrund von Weiterentwicklungen bei der Munition hinterlässt ein Streubombeneinsatz nicht mehr zwingend scharfe Blindgänger.

## Geschichte und Funktionsweise
Streumunition ist keine moderne Erfindung. Bereits im 17. Jahrhundert gab es Streumunition. So sind im Feuerwerksbuch von Braun (1682) sogenannte Regen- oder Sprengkugeln beschrieben. Diese waren aus Holz gedrechselte Geschosse, die als Submunition mehrere Handgranaten enthielten. Geworfen wurden sie aus einem Mörser. Beim Abschuss (je nach Anzündungsart entweder „aus dem Dunst“ oder mit „zwei Feuern“) wurde ein zentral angebrachter Verzögerungssatz angezündet. Dieser brannte während der Flugphase des Geschosses ab und zündete so über mehrere Anzündkanäle im Holzkörper des Geschosses die Ausstoßladungen in den Kammern für die Handgranaten. Dabei wurden diese durch den entstehenden Gasdruck aus ihren Kammern ausgestoßen und gleichzeitig ihre Brandröhren (Zünder) angezündet. Auf diese Weise wurde ein „Regen“ von Handgranaten erzeugt, der auf dem Schlachtfeld niederging.

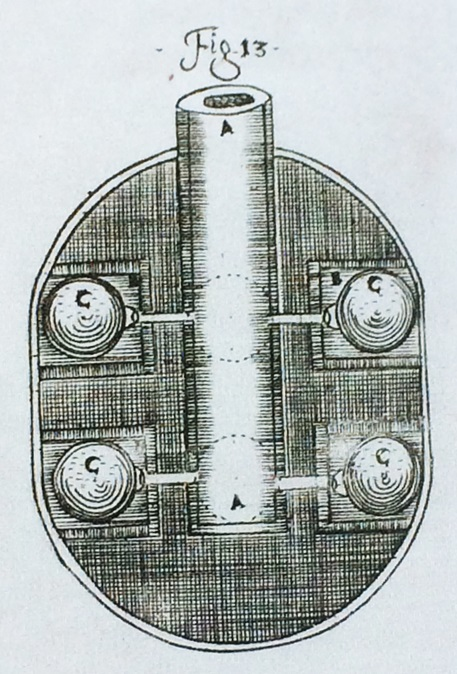
Regen- oder Sprengkugel nach Braun (1682) mit Handgranaten als Submunition

Im Zweiten Weltkrieg wurden von deutscher Seite folgende Submunitionstypen aus Streubomben eingesetzt: die Sprengbombe Dickwandig 1 kg kurz SD 1, die Sprengbombe Dickwandig 2 kg (kurz SD 2) sowie die Brandbombe 1 kg Elektron, kurz B 1 E, B 1,3 E, B 2 E etc. und die Hohlladungsbombe zur Panzerbekämpfung SD 4 HL. Diese wurden in unterschiedlich große Abwurfbehälter (beispielsweise AB 70 mit 23 SD 2 oder 50 SD 1 bis hin zu AB 1000 mit 610 Brandbomben B 1,3 E oder 1000 SD 1) gepackt, der wiederum wie eine große Bombe abgeworfen wurde, sich nach kurzer Fallzeit über einen Zeitzünder öffnete und die Kleinbomben freigab. Die zur besseren Tarnung meist dunkelgrün oder schmutzig gelb gefärbten Sprengbomben wurden dabei über eine Fläche verteilt und explodierten je nach eingesetztem Zünder beim Aufschlag, nach dem Ablauf einer vorher festgelegten Zeit oder bei nachträglicher Störung der Bombe (siehe auch: Deutsche Abwurfmunition des Zweiten Weltkrieges).
Im Winterkrieg wurde von sowjetischer Seite ein früher Typ einer Streubombe verwendet (RRAB-3), der von den Finnen als Molotows Brotkorb bezeichnet wurde. Im Unterschied zum deutschen Modell enthielt die sowjetische Konstruktion keine Sprengkörper, sondern Brandsätze. Bei der Schlacht um Kursk wurden von sowjetischer Seite erstmals Hohlladungsgeschosse (PTAB) in Bombenkassetten zu je 48 Stück zur Panzerbekämpfung eingesetzt.
Von britischer und US-amerikanischer Seite wurden im Zweiten Weltkrieg ebenfalls Streubomben eingesetzt, sowohl Stab- und Flüssigkeitsbrandbomben als auch Splittersprengbomben (vgl. Luftangriffe auf Tokio). Auch Italien besaß eine eigene Streumunition (Thermosbombe), die hauptsächlich bei Angriffen auf die Insel Malta eingesetzt wurde.
Die Streubombentechnik wurde nach dem Zweiten Weltkrieg federführend von den Vereinigten Staaten und der Sowjetunion weiterentwickelt. Bei unverändertem Grundprinzip wurden verschiedene Arten von Streubomben für spezielle militärische Zwecke entwickelt und auch für andere Einsatzarten als den Abwurf von einem Flugzeug umgesetzt; so wurde Streumunition auch für Artilleriegeschütze oder Raketenwerfer entwickelt.
In großen Mengen wurden von verschiedenen Seiten Streubomben in den Kriegen in Korea, Vietnam, Afghanistan, im Kosovo, Libanon und an weiteren Kriegsschauplätzen wie z. B. in Syrien, der Ukraine und dem Jemen eingesetzt.

## Einsatz und Wirkung

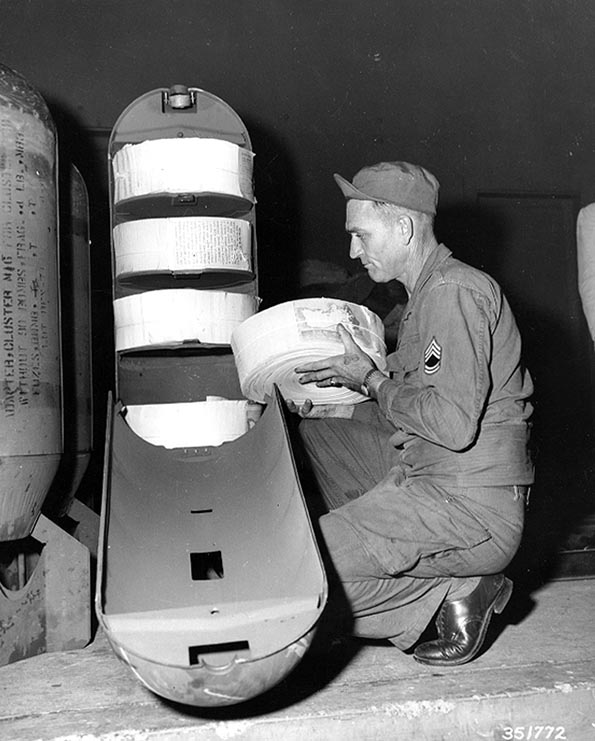
Eine US-amerikanische Streubombe aus der Zeit des Koreakrieges, die hauptsächlich zum Abwurf von Propagandamaterial genutzt wurde

Gegenwärtig ist die Streumunition eine der am meisten eingesetzten Luftabwurfwaffen und verdrängte damit die zuvor bei Massenabwürfen übliche Splitterbombe oder den großflächigen Einsatz von Napalm.
Der Einsatz von Streumunition findet vor allem gegen weiche Ziele (ungepanzerte Fahrzeuge, Infanterie, Luftabwehr-Systeme, Artillerie-Stellungen, Menschen, Tiere) oder Infrastruktur, wie Straßen und Landebahnen, statt. Da die Waffe durch die vielen Minibomben keinen eigentlichen Explosionsmittelpunkt besitzt, können die Bomblets auch hinter Deckungen oder in Schützengräben gelangen. Durch den sehr großen räumlichen Wirkungsradius erhöht sich die Effizienz der Waffe gegen großflächige Ziele oder die Wahrscheinlichkeit, kleine, bewegliche Ziele im angegriffenen Bereich zu treffen. Streumunition ist damit, rein militärisch betrachtet, eine der wirksamsten konventionellen Waffen, die aus der Distanz gegen Bodenziele eingesetzt werden können.
Für den Fall der Nichtauslösung des Primärzünders, in der Regel ein Aufschlagzünder, verfügen Teile der Submunitionen über einen sekundären Zeitzünder, um die Gefahr durch nicht umgesetzte Munition im Abwurfgebiet zu verringern.
Andere Streumunition wird gezielt gegen gepanzerte Fahrzeuge eingesetzt, da sie die relativ schwach gepanzerte Oberseite der Fahrzeuge auch mit kleinen Ladungen durchdringen kann.
Eine vor allem bei Flächenbombardements eingesetzte Variante ist die Brand-Streubombe, die Bomblets mit Napalm, Thermit oder ähnlichen Substanzen auf einer großen Fläche verteilen kann. Diese Bomben führten im Zweiten Weltkrieg zu schweren Bränden in bombardierten Städten, als sie in das Innere der Häuser fielen, deren Dächer bereits durch herkömmliche Bomben zerstört waren.
Während des Kalten Krieges entwickelten beide Seiten Streubomben, die zum Einsatz von verschiedenen biologischen und chemischen Kampfstoffen geeignet waren. Wie viele dieser mittlerweile von den meisten Ländern geächteten Waffen sich in den Arsenalen befinden, ist unklar. Eine der bekanntesten ist die Gleitbombe BLU-80/B Bigeye.
In neueren militärischen Konflikten werden Streubomben meist in einer Mischung aus Explosiv-, Splitter- und panzerbrechender Ladung eingesetzt.
Neuentwicklungen im Bereich der Streumunition wie die unter anderem von der United States Air Force genutzten Streubomben CBU-97 und CBU-105 verfügen allerdings über Selbstzerstörungsmechanismen, die die Rate der Blindgänger laut Angaben des Herstellers Textron gegen Null senken und somit die Gefährdung der Zivilbevölkerung durch nicht detonierte Bomblets drastisch reduzieren können.
Anfang Juli 2008 ordnete das Verteidigungsministerium der Vereinigten Staaten eine neue technische Vorgabe an, dass ab 2019 mindestens 99 Prozent der Sprengsätze einer Cluster-Bombe explodieren müssen. Im November 2017 wurde das Inkrafttreten dieser Vorgabe verschoben, weil nach Angaben des US-Verteidigungsministeriums die entsprechende Technik nicht ausreichend entwickelt sei, um die Bestände durch sicherere Waffen zu ersetzen. Der letzte bekannte Streubomben-Einsatz der USA waren zwei Cruise-Missile-Angriffe gegen ein Camp von Al-Qaida in Jemen im Dezember 2009. Der letzte Kriegseinsatz fand 2003 statt.

## Einsatz und Kritik

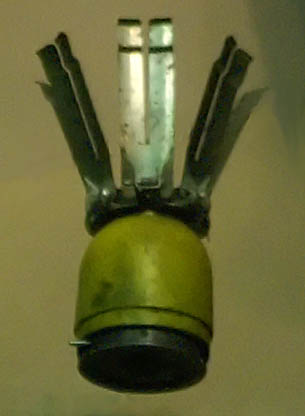
Ein US-amerikanisches BLU-3-Bomblet aus der Zeit des Vietnamkriegs (Ananasbombe)

Streumunition steht insbesondere durch den hohen Anteil nicht zur Wirkung gelangter explosiver Submunitionen (mitunter 10 bis 30 Prozent) in der Kritik. Diese nicht umgesetzten Kampfmittel gefährden nach einem Konflikt insbesondere die Zivilbevölkerung und wirken wie Landminen.
Im Kosovokrieg (1999), im Krieg in Afghanistan 2001–2021 und im Irakkrieg (2003) wurden zusammengenommen fast 16.000 Stück Streumunition mit geschätzten 2,3 bis 2,5 Millionen Submunitionen eingesetzt. Im Libanonkrieg 2006 wurden nach Angaben der Vereinten Nationen Streubomben mit insgesamt mehr als vier Millionen Submunitionen durch Israel abgeworfen. Auch an den Schauplätzen der Indochinakriege, besonders in Laos und Süd-Vietnam, bleiben Blindgänger von Streubomben immer noch gefährlich.
Der Anwendung dieser Waffen stellen sich viele Menschenrechtsorganisationen entgegen, darunter das Rote Kreuz, Human Rights Watch, Amnesty International, Handicap International, der Deutsche Initiativkreis für das Verbot von Landminen und Teile der Vereinten Nationen.
Die deutsche Bundesregierung hat sich mit dem Oslo-Abkommen zum Verbot von Streumunition verpflichtet, Staaten wie Russland und USA, die dem Abkommen nicht angehören, vom Streumunitionsgebrauch abzuhalten. Kritiker bemängeln, dass die Bundesregierung diese Verpflichtung seit der offiziellen Ankündigung der USA im Juli 2023, Streumunition an die Ukraine zu liefern, missachtet.

### Deutschland
Die Alliierten setzten Streumunition in Form von Stabbrandbomben im Zweiten Weltkrieg gegen das deutsche Reich ein. Mit mehr als 80 Millionen Stück war der britische Typ „INC 4 LB“ (incendiary 4 Pfund), eine Elektron-Thermit-Stabbrandbombe von 1,7 kg Gewicht, die am häufigsten im Luftkrieg gegen Deutschland eingesetzte Brandwaffe. Spätere Ausführungen enthielten eine Zerlegerladung aus Schwarzpulver, die nach einiger Zeit explodierte. Sie sollte in erster Linie die Brandbekämpfung erschweren, während die unmittelbare Wirkung der Explosion auf die Bausubstanz gering war. Vergleichbare Typen waren die US-amerikanische AN-M50 oder die geringfügig kleinere deutsche B 1 E. Diese Stabbrandbomben stellen auch heute noch, 80 Jahre nach Kriegsende, eine Gefahr dar. Zahlreiche Youtubevideos von Sondengängern mit Metalldetektoren deuten auf eine große Menge noch heute vorhandener Streumunition hin.

### Serbien und Kosovo
Die NATO hat bestätigt, dass bei Einsätzen der NATO-Streitkräfte im Kosovo insgesamt 1.392 Streubomben mit einer Bestückung von 289.536 Submunitionen an 333 Ziel- oder Abwurforten zum Einsatz kamen. Nach inoffiziellen Angaben eines KFOR-Spezialisten für Kampfmittelbeseitigung sind pro Behälter zwischen 3 und 26 % der Submunitionen nicht explodiert, die NATO selbst geht von ungefähr 10 %, also 30.000 Sprengsätzen, aus. Bis zum Mai 2000 konnten unter UN-Aufsicht 4.069 dieser Blindgänger entschärft werden. Nach Angaben des Roten Kreuzes waren bis Ende Mai 2000 mindestens 50 Todesfälle und 101 Verletzungen auf Explosionen solcher Submunitionen zurückzuführen. Gefährdet ist die Bevölkerung nicht nur an Land, da insgesamt 235 Bomben verschiedener Art, darunter auch Streubomben, über der Adria abgeworfen wurden. Bei einem Vorfall im Mai 1999, bei dem sich ein Bomblet in einem Fischernetz verfing, erlitten drei italienische Fischer Verletzungen.
NATO-Verbände griffen auch serbische Truppen und Schlüsselziele der Infrastruktur innerhalb Serbiens an und setzen dabei teilweise auch Streumunition ein.
Die serbische Armee setzte Streumunition gegen die UÇK ein.

### Kroatien
Während des Kroatienkriegs wurden von serbischer Seite Streumunition mit M-87-Raketenwerfern gegen die Innenstadt von Zagreb eingesetzt, wobei sieben Personen getötet und 214 weitere verletzt wurden. Da der Einsatz der Streubomben zivilen Zielen galt, wurde der Anführer der Republik Serbische Krajina, Milan Martić, vor dem Internationalen Strafgerichtshof in Den Haag deswegen als Kriegsverbrecher angeklagt und schuldig gesprochen.

### Afghanistan
Im Afghanistankrieg wurden zwischen 2001 und 2002 von den Streitkräften der Vereinigten Staaten 1228 Einheiten Streumunition, bestückt mit 248.056 Bomblets, gegen Ziele eingesetzt. Nach Angaben von Human Rights Watch haben auch die Streitkräfte der Taliban Streumunition mittels Raketenwerfern sowjetischer Bauart des Typs BM-21 eingesetzt.
Nach Angaben der UN-Organisation Mine Action Programme (MAPA) ist Afghanistan eines der weltweit am schwersten von Landminen und nicht detonierter Streumunition betroffenen Länder. Obwohl die MAPA dort zwischen März 1978 und Dezember 2000 mehr als 1,6 Millionen Blindgänger von früheren Kampfgebieten, Ackerbauflächen, Straßen und Wohngebieten entfernt habe, seien durch verbliebene Explosivkörper im selben Zeitraum mindestens 2812 Menschen getötet und tausende weitere verletzt worden.

### Irak
Im Rahmen des Ersten Golfkriegs setzte der Irak 1984 nach Angaben einer Quelle Streumunition aus chilenischer Produktion, die auf gestohlenen US-amerikanischen Plänen basierte, gegen den Iran ein.
Im Zweiten Golfkrieg 1990/1991 wurde nach Angaben der Cluster Munition Coalition von den Vereinigten Staaten, Frankreich und Großbritannien insgesamt 61.000 Streubomben mit etwa 20 Millionen Submunitionen im Irak und Kuwait eingesetzt.
Auch während des Irakkrieges 2003 wurden nach einem Bericht von Human Rights Watch von den Vereinigten Staaten und Großbritannien fast 13.000 Streubomben mit geschätzt 1,8 bis 2 Millionen Submunitionen eingesetzt. Am 1. April 2003 seien nach einem Bericht von Amnesty International in Hilla zahlreiche Tote und Verletzte ins örtliche Krankenhaus gebracht worden, ihre Körper übersät von Schnitten, die die Splitter von Streubomben hinterlassen hätten. Ende 2020 waren noch 162,81 km² des Irak mit Resten von Streumunition belastet, wobei zwischen 2019 und 2020 knapp 12 km² von 16.142 Streumunitionsrückständen befreit werden konnten.

### Libanon

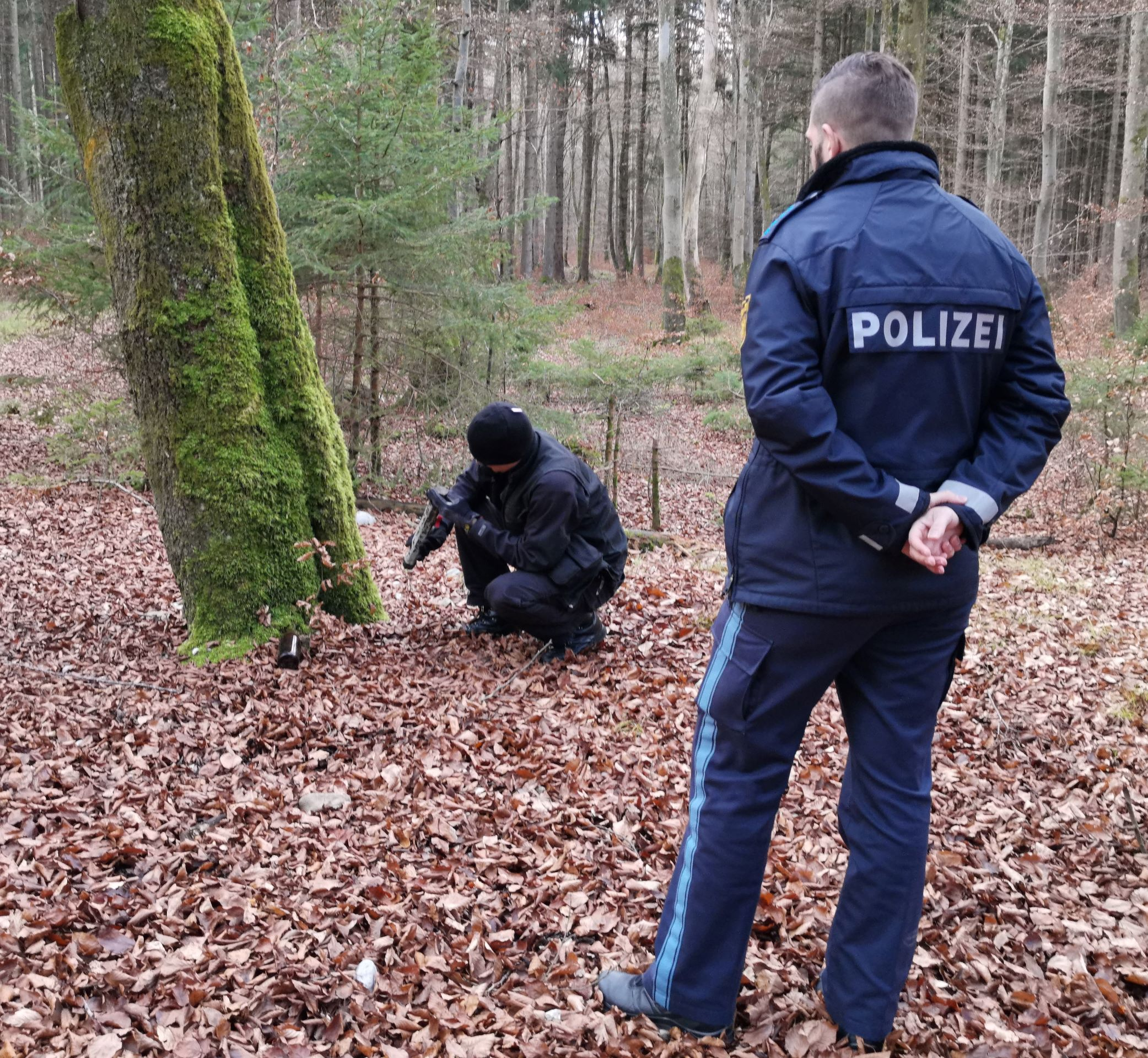
74 Jahre nach Ende des Zweiten Weltkriegs in Deutschland gefundene lebensgefährliche Streumunition (Stabbrandbombe)

Im Laufe des Libanonkrieges 2006 wurden nach Angaben von Human Rights Watch von beiden kriegsführenden Parteien, Israel und der Hisbollah, Streubomben eingesetzt. Bei israelischen Luftangriffen im Libanon eingesetzten Streubomben wurden nach Angaben des Mine Action Co-Ordination Center of South Libanon (MACC SL) der Vereinten Nationen 378 Einschlagsgebiete ermittelt. Laut Human Rights Watch setzte die Hisbollah am 25. Juli Type-81-Mehrfachraketenwerfer chinesischer Bauart, ausgerüstet mit Submunition vom Typ 90, ein. Die israelischen Streitkräfte gaben bekannt, für die Minenräumung Karten mit den Abwurforten der Bomben zur Verfügung gestellt zu haben. Chris Clark, der Koordinator des UNO-Entminungsprogrammes, bezeichnete die Karten als unbrauchbar, da es sich lediglich um Satellitenkarten mit handschriftlichen vagen Markierungen handele. Wie dem Nachrichtenmagazin Der Spiegel auf Anfrage durch einen hohen israelischen Regierungsbeamten bestätigt wurde, verfüge Israel über Karten mit den genauen Bomben-Zielkoordinaten, halte diese aber aus Geheimhaltungsgründen zurück. Bis zum 22. April 2007 verzeichnete das MACC SL insgesamt 22 tote und 178 verletzte Zivilisten durch Blindgänger von Streumunition im Südlibanon, darunter 26 verletzte und 2 getötete Kinder unter 12 Jahren. Die israelischen Streubombeneinsätze im Libanon, die nach einer Behauptung von Jan Egeland zu 90 Prozent erst während der letzten drei Tage der Luftangriffe kurz vor Inkrafttreten der UN-Resolution 1701 durchgeführt worden sein sollen, haben bei verschiedenen Vertretern und Organisationen der UN und bei Menschenrechtsorganisationen Kritik hervorgerufen. Das MACC SL und die Vereinten Nationen schätzen, dass während des 34-tägigen Kampfes etwa vier Millionen Bomblets gestreut worden sind, von denen eine Million noch nicht explodiert sind. Sprecher der israelischen Regierung und Armee wiesen die Kritik zurück und erklärten, Waffen und Munition im Libanon nur im Einklang mit dem internationalen Recht eingesetzt zu haben. Details zu den von der Hisbollah eingesetzten Streubomben sind nicht verfügbar, weder Anzahl noch Abwurforte sind von der Hisbollah bekanntgegeben worden, auch sind keinerlei Karten hierzu veröffentlicht worden. Auch gab es hierzu keine unabhängigen Recherchen von Journalisten oder NGOs. 

### Georgien
Während des Georgienkriegs im August 2008 wurde laut der Menschenrechtsorganisation Human Rights Watch sowohl von russischer als auch von georgischer Seite Streumunition eingesetzt. Mindestens 17 Zivilisten seien getötet und Dutzende verletzt worden, wahrscheinlich überwiegend durch russische Bomben. Ein Teil der Streubomben sei nicht explodiert und stelle weiter eine Gefahr für Zivilisten dar. Die Streumunition habe zu Ernteverlusten geführt, weil georgische Bauern aus Angst vor den nicht detonierten Bomben ihre Felder nicht betreten würden. Russland bestreitet den Einsatz von Streumunition im Georgienkonflikt. Sowohl Russland als auch Georgien sind der Konvention über Streumunition nicht beigetreten.

### Laos
Nach Angaben der National Regulatory Authority for the UXO/Mine Action Sector in the Lao PDR (NRA) ist Laos pro Kopf gemessen das am meisten von Bomben getroffene Land der Welt: während des Vietnamkrieges wurden zwischen 1964 und 1973 über 270 Millionen Submunitionen bei über 580.000 Bombenangriffen abgeworfen, das entspricht durchschnittlich einem Bombenangriff alle 8 Minuten über 9 Jahre hinweg. Da selbst unter idealen Testbedingungen ca. 30 % der Bomblets nicht explodieren, geht die NRA davon aus, dass sich seit dem Ende der Bombardierung 1973 noch bis zu 80 Millionen explosionsbereite Blindgänger auf dem Boden Laos’ befinden. Mehr als 50.000 Menschen wurden zwischen 1964 und 2008 von Streumunition getötet oder verletzt, davon 20.000 Menschen nach dem Krieg. Vor allem Kinder sind gefährdet (23 % der Opfer). Mehrere staatliche und nichtstaatliche Organisationen arbeiten an der Räumung der betroffenen Gebiete; zwischen 1996 und 2009 konnten mit rund 500.000 Submunitionen und rund 600.000 anderen Blindgängern nur ein Bruchteil der vermuteten Gesamtmenge geräumt werden.
Viele Menschen im sehr armen Laos leben vom Sammeln und Verkauf des Metallschrotts der Streumunitionsbehälter. Ein Kilogramm Schrott brachte den Metallsammlern dabei im Jahr 2004 umgerechnet 1700 Kip (ca. 9 Cent bzw. 14 Rappen).

### Syrien
Schon in der ersten Woche des russischen Einsatzes in Syrien berichtete Human Rights Watch von neuartigen, aus Russland stammenden Streubomben. Nach Angaben des von Human Rights Watch mitherausgegebenen Streubomben-Monitors waren bis Juli 2016 76 Einsätze von Streubomben im syrischen Bürgerkrieg dokumentiert worden. In einer russischen Berichterstattung vom Juni 2016 waren Streubomben an russischen Kampfflugzeugen zu sehen.

### Russisch-Ukrainischer Krieg
Im russischen Überfall auf die Ukraine setzen sowohl Russland als auch die Ukraine Streumunition ein. Beide Staaten sind keine Vertragsparteien des Übereinkommens über Streumunition.
Amnesty International beklagt, dass russische Truppen Streumunition gegen die Zivilbevölkerung einsetzen würden. Am 25. Februar 2022 wurde die Stadt Ochtyrka mit Streumunition beschossen. Dabei wurden ein Krankenhaus und ein Kindergarten getroffen, wobei drei Zivilisten getötet wurden, darunter ein Kind. Auch Charkiw wurde am 28. Februar 2022 mit Streumunition angegriffen.
Human Rights Watch dokumentierte hunderte russische Streumunitionseinsätze, während die ukrainischen Streitkräfte mindestens einmal die russische Armee mit Streumunition beschossen habe.
Im Juli 2023 begannen die USA Streumunition an die Ukraine zu liefern. Laut der Aussage von Sicherheitsberater Jake Sullivan hat die gelieferte Streumunitionen eine Blindgängerquote von „nicht mehr als 2,5 Prozent“. Die Behauptung einer solchen Angabe („unter 2,35 Prozent“ im militärischen Test) wird jedoch von verschiedenen Fachleuten, Regierungsbeamten und auch Nichtregierungsorganisation (NGO) mit großer Skepsis betrachtet. Die Vereinigten Staaten sind kein Vertragsstaat des Streumunitionübereinkommens. Die Ukraine verpflichtete sich, die Streumunition nicht auf russischem Staatsgebiet einzusetzen.
Die Lieferung von Streumunition an die Ukraine ist in der EU umstritten. Während die spanische Regierung die Lieferung kritisierte, signalisierten Frankreich, Italien und Deutschland Verständnis.

## Völkerrecht

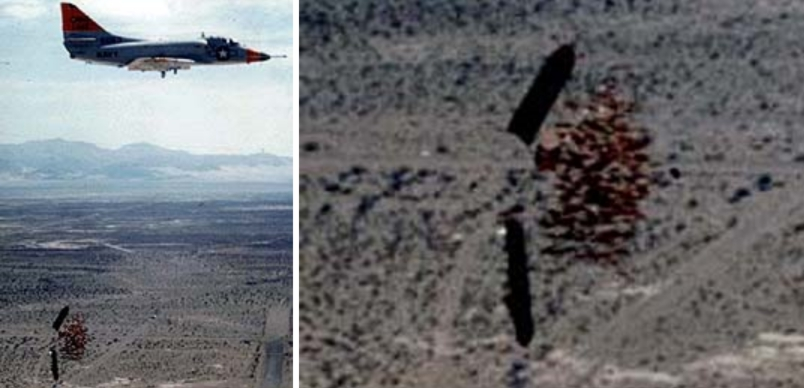
Abwurf einer CBU-20 bei einem Waffentest

Für die 112 Vertragsstaaten des Übereinkommens über Streumunition vom 1. August 2010, auch unter Oslo-Konvention bekannt, sind der Einsatz, die Entwicklung, die Herstellung, der Erwerb, die Lagerung, die Zurückbehaltung und die Weitergabe von Streumunition verboten. Darüber hinaus gibt es kein allgemeines, alle Staaten bindendes Verbot von Streumunition. Für die Nicht-Vertragsstaaten fällt ihr Einsatz unter die allgemeinen Regeln im bewaffneten Konflikten. Bisher haben dreizehn weitere Länder die Konvention unterzeichnet, aber noch nicht ratifiziert.
Nach dem Vorbild der Kampagne gegen Landminen, die 1997 mit dem Friedensnobelpreis ausgezeichnet wurde und ein völkerrechtliches Verbot von Landminen erreichte, wurde 2003 eine internationale Koalition, die Cluster Munition Coalition (CMC), von zivilgesellschaftlichen Gruppen ins Leben gerufen, um die Regierungen der Welt zu einem Verbot zu bewegen. Die Kampagne stellte insbesondere die über den Konflikt hinausausgehende Gefahr von zivilen Opfern durch Streumunition in den Mittelpunkt. In der Cluster Munition Coalition haben sich über 150 Organisationen weltweit gegen den Einsatz von Streumunition zusammengeschlossen.
Als erstes Land verhängte Belgien im Februar 2005 ein Verbot von Streubomben; Norwegen erließ ein Moratorium gegen deren Einsatz, und auch Frankreich und Österreich gelten als Gegner von Streumunition. Auf Initiative der norwegischen Regierung fand am 22./23. Februar 2007 in Oslo die Oslo Conference on Cluster Munitions statt, gefolgt von Folgekonferenzen in Lima, Wien und Wellington zwischen Mai 2007 und Februar 2008.
Im Dezember 2007 folgte Österreich als zweites Land. Das Parlament in Wien beschloss die Zerstörung der Streubomben in österreichischem Besitz innerhalb von drei Jahren ab dem Januar 2008.
Am 19. Mai 2008 kamen Vertreter aus 111 Staaten zu einer weiteren Konferenz in Dublin zusammen. Sie formulierten eine Konvention zur Ächtung der Produktion, Lagerung und Verwendung von Streumunition; diese wurde am 3. Dezember 2008 in Oslo unterzeichnet und trat am 1. August 2010 in Kraft.
Diese Konvention wird allerdings u. a. von den USA, Russland, China, Israel, Indien, Pakistan und Brasilien nicht mitgetragen. Keines der Länder Nordafrikas und des Nahen Ostens bis auf Tunesien, Libanon und Irak haben sie unterzeichnet.
Auch die EU-Staaten Griechenland, Finnland, Lettland, Polen, Rumänien und Zypern hatten bis Ende November 2008 Vorbehalte geltend gemacht oder zumindest ihre Unterzeichnung noch nicht zugesagt. Das Europäische Parlament forderte im November 2008 alle EU-Mitgliedstaaten nachdrücklich dazu auf, die Konvention zu unterzeichnen und möglichst bald zu ratifizieren.
Auf Druck mehrerer NATO-Staaten wurden Ausnahmeregelungen zugelassen, die gemeinsame Militäraktionen mit den Streitkräften von Staaten zulassen, die weiterhin den Einsatz von Streubomben befürworten.
Als Reaktion auf die Einigung auf eine Konvention kündigte die deutsche Bundesregierung im Mai 2008 ebenfalls den sofortigen Verzicht auf diese Munition an. Noch vorhandene Bestände sollten schnellstmöglich vernichtet werden. Bereits 2002 wurden 3719 Bomblets des Typs M42 an ein französisches Rüstungsunternehmen abgegeben. Bis zum 25. November 2015 wurden die letzten Streumunitionsbestände der Bundeswehr zerstört.
Am 18. Juli 2024 beschloss das Parlament von Litauen fast einstimmig, wieder aus der Konvention auszutreten.
Sogenannte Punktzielmunition fällt nicht unter das Verbot des Übereinkommens über Streumunition, darunter Submunitionen, die über elektronische Selbstzerstörungs- und -deaktivierungseigenschaften verfügen (z. B. Trägersysteme mit der Panzerabwehrmine DM 1274 AT2).